# Greg Pollard
Greg Pollard (* 5. November 1960) ist ein ehemaliger australischer Squashspieler.

## Karriere
Greg Pollard war in den 1980er-Jahren als Squashspieler aktiv und erreichte im Januar 1985 mit Rang sechs seine höchste Platzierung in der Weltrangliste. Er gewann im Laufe seiner Karriere seinen einzigen Titel auf der PSA Tour im Oktober 1984 in Malaysia. Am 31. Dezember 1985 führte er die nationale Rangliste Australiens als Nummer eins an.
Mit der australischen Nationalmannschaft nahm er 1981 und 1985 an der Weltmeisterschaft teil. 1981 erreichte er mit der Mannschaft das Endspiel gegen Pakistan, das jedoch mit 0:3 verloren wurde. Pollard verlor seine Partie gegen Maqsood Ahmed in drei Sätzen. 1985 scheiterte er mit Australien im Halbfinale an Neuseeland.
Von 1980 bis 1986 stand er fünfmal im Hauptfeld der Einzelweltmeisterschaft. 1984 erreichte er mit dem Viertelfinaleinzug sein bestes Resultat. Er unterlag Qamar Zaman in drei Sätzen.

## Erfolge
- Vizeweltmeister mit der Mannschaft: 1981
- Gewonnene PSA-Titel: 1